# شیر (فیلم ۱۹۸۸)
شیر یا شیرزن (به هندی: Sherni) فیلمی محصول سال ۱۹۸۸ و به کارگردانی هارمش مالهوترا است. در این فیلم بازیگرانی همچون سری دوی، پران، شاتورگان سینها، رانجیت، لالیتا پاوار، قادرخان ایفای نقش کرده‌اند.